# 蛭子嶋神社
蛭子嶋神社（えびすじまじんじゃ）は、京都府宇治市槙島町石橋にある神社。かつてこの辺りは宇治川河口に位置していた巨椋池(おぐらいけ)の中洲にあたり「夷島」と呼ばれ、水運や漁撈に従事する人たちが多く居住し、水陸交通の要地として栄え「夷島千軒」と称された。

## 創建
かつて宇治川が巨椋池に流れ込んでいた地に形成された夷島に鎮座している。社伝では、花山天皇の后が、夷島の正福庵で皇子を出産したといい、后を姫大明神として安産の神としたという。

## 建築
社殿は当時の京都の神社建築の特徴であった合理的な建築手法を取り入れ、比較的あっさりした建築表現を持つ。寛永期の派手さから、王朝的世界への復古をめざす芸術的機運に影響されたとも考えられる。

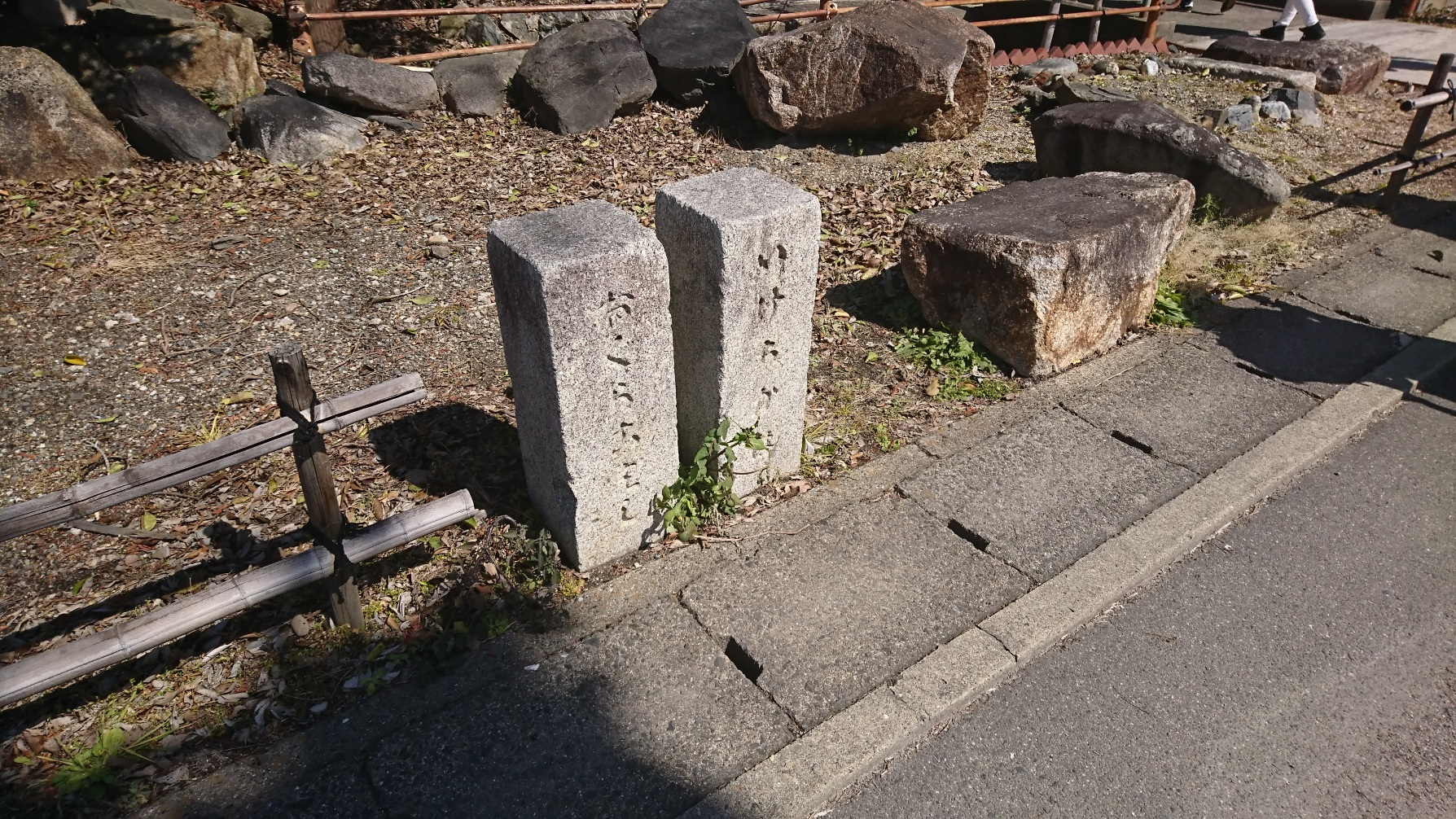
移転した橋の石碑
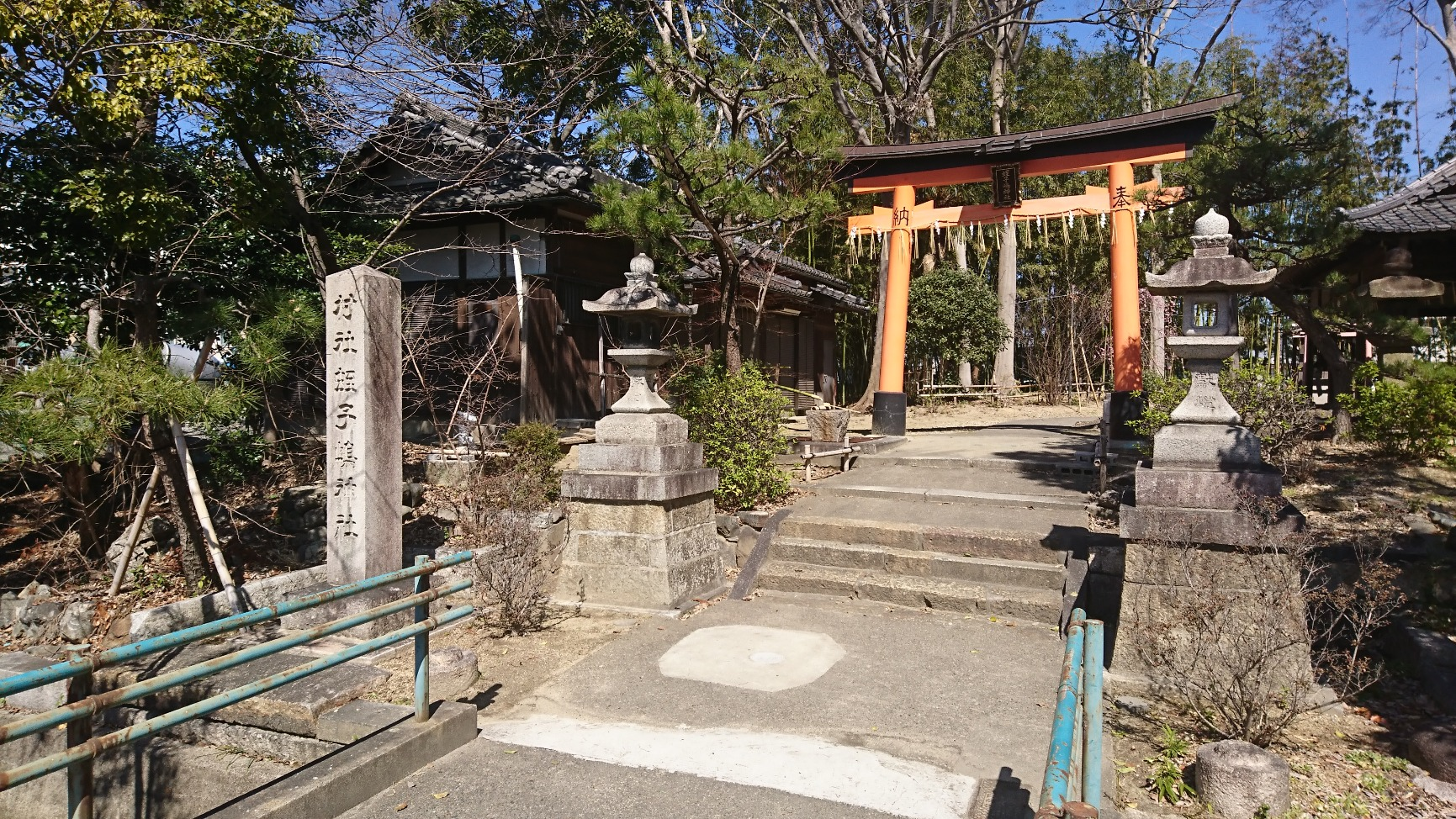
蛭子嶋神社前
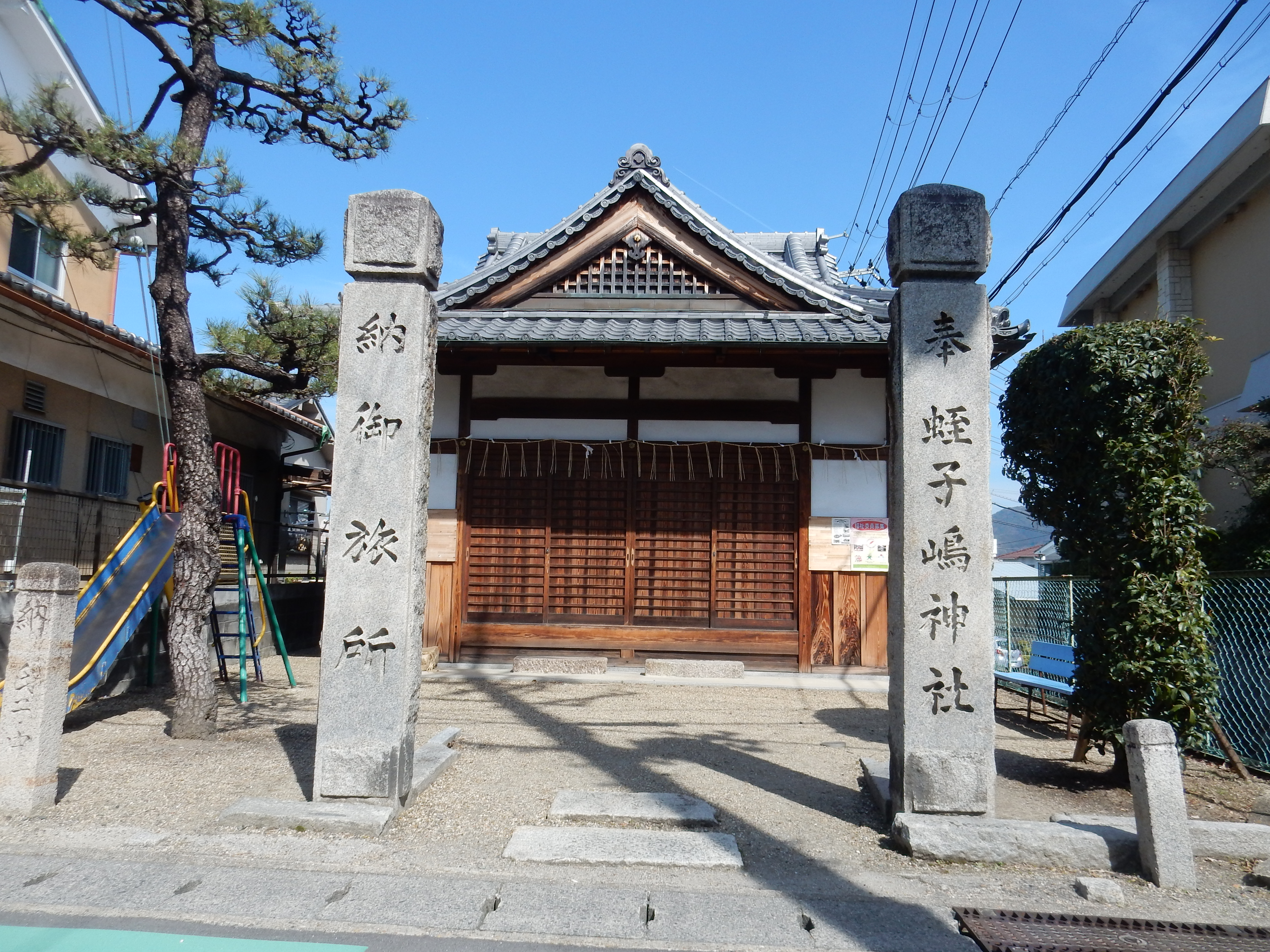
蛭子嶋神社 御旅所

## 現地情報
所在地
- 京都府宇治市槇島町石橋28[4]。

交通アクセス
- 鉄道
  - 近畿日本鉄道（近鉄）京都線 小倉駅 （徒歩10～20分）
  - 西日本旅客鉄道（JR西日本）奈良線 宇治駅 （徒歩20分）